# Régi-Új Magyar Építőművészet
A Régi-Új Magyar Építőművészet (1996-ig Magyar Építőművészet, 1997–2002 között Új Magyar Építőművészet) a Magyar Építőművészek Szövetségének kiadásában kéthavonta megjelenő magyar építészeti folyóirat.

## Története
Előzményének tekinti az 1903–1907 között, Fejér Lajos és Retter Ignác szerkesztésében megjelent Magyar Pályázatok című folyóiratot, ezért első ezen a néven megjelenő számait 1908-ban V. évfolyamként számozták. 1918-ig rendszeresen, majd 1944-is periodikusan jelent meg; szerkesztői voltak Führer Miklós, Irsy László és 1931–33 között Málnai Béla is. Ebben az időben a lap inkább a konzervatív építészeti szemlélet képviselőjének volt tekinthető. 1952-től a MÉSZ újjáalakulását követően, annak kiadásában új folyam indult, amelyet 1982-ig Nagy Elemér szerkesztett. 1983–1986 között Moravánszky Ákos, közben 1988-ban Turányi Gábor, 1990–2000 között Vargha Mihály, közben 1996-ban Lévai-Kanyó Judit voltak a lap (fő)szerkesztői. 2001-től a főszerkesztő Szegő György. A lap a rendszerváltást követően tulajdonost váltott, 2003 óta Régi-Új Magyar Építőművészet néven újra a MÉSZ kiadásában jelenik meg. A tulajdonosváltás időszakában jelentős szerepet vállalt a szerkesztőbizottság elnöke Kerényi József. 2001-től a folyóirat elméleti melléklete az Utóirat,Post Scriptum melynek alapító főszerkesztője Szegő György. 1998–2001 között ARC’ címen, Vámos Dominika és M. György Katalin szerkesztésében jelent meg ugyancsak elméleti írásokkal foglalkozó melléklet.
Az Utóirat, Post Scriptum elsősorban építészetelméleti írásokat közöl, valamint az építészet társtudományait is érintő elméleti írásokat. A Utóirat, Post Scriptum időröl időre tematikus számokban dolgoz fel elméleti témákat, aktualitásokat, nemegyszer konferenciákhoz kapcsolódva.

## A Magyar Építőművészet folyóirat és az Utóirat tematikus számai
Szerkesztők: 2001-2007: Szegő György, Haba Péter, Götz Eszter; 2007-2008: Szegő György, Götz Eszter; 2009-2011: Szegő György, Botzheim Bálint, Pálinkás Edit, Götz Eszter; 2013-2015:Szegő György, Götz Eszter; Pálinkás Edit; 2016-: Szegő György, Botzheim Bálint, Götz Eszter
2001/1 Utóirat „A mérhető és a mérhetetlen” – részletek, kommentárok (vendégszerkesztő: Kerékgyártó Béla, Simon Mariann)
2001/3 Utóirat „Utópiák és építészet” (vendégszerkesztő: Tillman J. A.)
2001/4 Utóirat „Fenntartható környezet és építészet” (vendégszerkesztő: Tilman J. A, Gerle János, Medgyasszay Péter)
2001/6 Utóirat „Építészet és jövőkutatás” (vendégszerkesztő: Sebők Zoltán, Meggyesi Tamás)
2002/1 Utóirat „Tárgy és design, ill. Város-, színház- és filmrendezés” ( MUT és Merlin szervezésében, vendégszerkesztő: Jordán Tamás, Vidor Ferenc)
2002/3 MÉ „UIA kongr. Berlin/MÉSZ centenárium” (vendégszerkesztő: Ferkai András, Gerle János, Hadik András, Kertész András Tibor)
Utóirat „Változó Magyarország–Építészeti fotópályázat” (zsűrielnök: Timár Péter, kiállítás: Kós-terem)
2002/5 MÉ „Építészetkritikai pályázat, 2002 / győztes írások” (zsűri: Ferkai András, GerleJános, Simon Mariann, Kerényi
János, Kunszt György, Megyesi Tamás, Szegő György)
2002/6 MÉ „Andrássy út-régi zsidó negyed / Világörökség” (vendégszerkesztő: Vince Mátyás, Tétényi Éva, Lővei Pál)
Utóirat „Andrássy út-zsidó negyed / Világöröks.” (vendégszerkesztő: Vince Mátyás, Lővei Pál) Lapbemutató: Mai Manó Ház
2003/1 Utóirat „A térélmény átváltozása. Shopping” (vendégszerkesztő: Kunszt György)
2003/2 MÉ „Hulladék? Waste?” (vendégszerkesztő: Mátrai Péter, Bán András) Lapbemutató: MUOSZ Székház
2003/3 Utóirat „Építészet–Válság vagy átalakulás / MTA tud. oszt. ülés, MTA felolvasó terem (vendégszerkesztő: Finta József)
2003/4 MÉ „Építészet és régészet” (vendégszerkesztő: Mezős Tamás, Vasáros Zsolt)
Utóirat „Építészet és régészet” (vendégszerkesztő: Vasáros Zsolt)
2003/6 MÉ „Szakrális tér-szakrális építészet” (vendégszerkesztő: Balázs Mihály, Nagy Tamás) Lapbemutató: Ráday Könyvesház
Utóirat: „Szakrális tér-szakrális építészet” (vendégszerkesztő: Balázs Mihály, Nagy Tamás, Fejérdy Péter, Vukoszávlyev Zorán)
2004/2 MÉ és Utóirat „Átmeneti- és rozsdazóna” (vendégszerkesztő: Ongjerth Richárd, Orbán György)
2004/4 MÉ „Építészet, irodalom, nyelv” (vendégszerkesztő: Karádi Éva) Lapbemutató: Műcsarnok
Utóirat „Építészet, irodalom, nyelv” (vendégszerkesztő: Karádi Éva, Orbán György, Tillman J. A.)
2004/6 MÉ és Utóirat „Tartalomkísérletek, experimentális gondolkodás” (vendégszerkesztő: Kovács Ágnes) Lapbemutató: Ráday Könyvesház
2005/2 MÉ és Utóirat „Építészet és borászat” (vendégszerkesztő: Erhardt Gábor, Zelnik József) Lapbemutató: Selyemgombolyító
2005/4 MÉ és Utóirat „Digitális formák és látványok” (vendégszerkesztő: Z. Halmágyi Judit) Lapbemutató: Ráday Könyvesház
2005/5 MÉ „Építészet és tudomány I.” (vendégszerkesztő: Kapy Jenő)
Utóirat „Építészet és tudomány / érzékenység” Konferencia I. SZIE nagyterem
2005/6 Utóirat „Építészet és társadalomtudományok” Konferencia II. SZIE nagyterem
2006/1 MÉ és Utóirat „Építészet és vizuális művészetek” (vendégszerkesztő: Bán András, Gerle János)
2006/3 MÉ és Utóirat „Idegenforgalom–építészet–szabadidő”
2006/4 Utóirat „Az építészeti nyilvánosság” (vendégszerkesztő: Simon Mariann NKA kutatás vezető)
2006/5 MÉ és Utóirat „Társadalom–építészet–párbeszéd I.” (vendégszerkesztő: Bolberitz Henrik, Fonyódi Mariann, Kerékgyártó Béla, Tamás Margit)
2006/6 Utóirat „Társadalom–építészet–párbeszéd II.” (vendégszerkesztő: Bolberitz Henrik, Fonyódi Mariann, Kerékgyártó Béla, Tamás Margit)
2007/2 MÉ és Utóirat „Közlekedés–mobilitás–haladás–fejlődés és építészet” (vendégszerkesztő: Kissfazekas Kornélia)
2007/3 MÉ „A Magyar Építőművészet név 100. évfordulója” Lapbemutató: MTA Felolvasó terem
2007/4 MÉ „Szellemi impulzus az építészetben” (vendégszerkesztő: Gerle János, Kapy Jenő, Megyesi Tamás)
Utóirat „Építészet és ezotéria I.” (vendégszerkesztő: Gerle János, Kapy Jenő, Meggyesi Tamás) Konferencia I., SZIE nagyterem
2007/5 Utóirat „Építészet és ezotéria II.” (vendégszerkesztő: Gerle János, Kapy János, Meggyesi Tamás) Konferencia II., SZIE nagyterem
2007/6 Utóirat „Változó Európa–Építészeti fotópályázat” (zsűri elnök.: Szamódy Zsolt, Szegő György) kiállítás: KÖH
2008/2 MÉ és Utóirat „Filmcsarnok / mozgás, mozi és építészet” Lapbemutató: Kós Károly terem
2008/4 MÉ és Utóirat „Kert, park, köztér / táj és építészet” (vendégszerkesztő: Bechtold Ágnes, Szikra Renáta)
2008/5 MÉ és Utóirat „Egyház és építészet…” (vendégszerkesztő: Rozsnyai József) Konferencia I. Károly Gáspár Református Egyetem díszterme
2008/6 Utóirat „Egyház és építészet–kortárs reformértelmezések” Konferencia II. Károly Gáspár Református Egyetem díszterme
2009/1 MÉ és Utóirat “Építészet és oktatás”
2009/2 MÉ és Utóirat “Víz és építészet”
2009/4 MÉ és Utóirat “Újornamentika és építészet” (vendégszerkesztő: Botzheim Bálint)
2009/6 MÉ “Városalakító kultúra”
2010/3 MÉ “Építészet és kommunikáció”
2013/2 MÉ és Utóirat “Zalotay 80” (vendégszerkesztők: Nagy Bálint, Őry Júlia, Perényi Lóránt)
2017/4 MÉ és Utóirat “Medgyaszay István”
2017/5 MÉ és Utóirat “Architectural Photography Award 2017”